# Леван (цар Імереті)
Леван I (груз. ლევანი I; 1573–1585) — цар Імеретії. Син і наступник Георгія II.

## Життєпис
1585 року після смерті батька 12-річний Леван зайняв імеретинський царський престол. Костянтин, звільнений з полону, скористався малолітством свого племінника та захопив імеретинські землі на схід від Ріоні. 1586 року Леван одружився з Марех, дочкою князя Мегрелії Левана I Дадіані.
1587 Леван виступив проти свого дядька Костянтина та відвоював фортеці Сканду, Кацхі й увесь Аргветі. Згодом Леван помирився з дядьком і подарував йому питоме князівство. 1588 року картлійський цар Симон I за підтримки деяких місцевих вельмож зі значною армією вторгся до Імереті. У битві при Гопаїто Леван зазнав поразки й утік до Лечхумі. Симон окупував Імеретію, узяв знатних заручників і повернувся до Картлі. Леван же повернув собі Імеретію та почав війну з князем Мамією Гурієлі. Гурійський князь зібрав військо та прийшов до Кутаїсі. У битві під стінами столиці Леван зазнав поразки, був узятий в полон та ув'язнений у фортеці Шхеті, де й помер 1590 року.